# فرانچسکو فایلی
فرانچسکو فایلی (ایتالیایی: Francesco Failli؛ زادهٔ ۱۶ دسامبر ۱۹۸۳) دوچرخه‌سوار اهل ایتالیا است. وی در مسابقات جیرو دیتالیا شرکت کرده است.